# Frau Zucker will die Weltherrschaft
Frau Zucker will die Weltherrschaft ist ein Musical von Peter Lund (Text) und Wolfgang Böhmer (Musik) und entstand als Koproduktion der Universität der Künste Berlin und der Neuköllner Oper.

## Inhalt
Das Musical transportiert eine an Hänsel und Gretel angelehnte Geschichte in die heutige Zeit, wo das Unheil nicht im Knusperhäuschen geschieht, sondern in einem Mietshaus. Die dortige Hausgemeinschaft ahnt nicht, was in der Wohnung ihrer Nachbarin, Frau Zucker, vorgeht. Generell wissen die Erwachsenen nur wenig voneinander – und noch weniger von dem Leid, welches die Kinder durchleben: dass Hansi geschlagen wird, dass Tinchen für ihre depressive Mutter (Frau Rossi) kocht um den Anschein aufrechtzuerhalten, versorgt zu sein, wenn das Amt kommt, weil die Mutter dazu nicht in der Lage ist. Und es ahnt eben auch niemand, dass Frau Zucker in Wahrheit eine Kinderhasserin ist – als moderne Variante der bösen Hexe in schriller Kleidung und roter Hochsteckfrisur – welche nur so lieb und süß tut, damit die Kinder sie besuchen und von den Nachbarn als perfekter, kostenloser Babysitter wahrgenommen wird. In Wahrheit plant Frau Zucker Übles. Ihre Dusche ist hierbei Tatwerkzeug, denn in dieser steckt modernste Technik, mit deren Hilfe sie Kindern die Energie rauben kann, wodurch sie allerdings zu müden, langweiligen Erwachsenen werden. Der Grund ist einfach: Frau Zucker hasst Kinder abgrundtief, und zudem steckt in jedem Kind soviel Energie, wie in vierhundert Millionen Tonnen Rohöl. Wenn das Licht im Haus zu flackern beginnt, dann liegt dies daran, dass so viel Energie das Stromnetz überlastet.
In Zusammenarbeit mit Frau Dr. Giftig (einer Kinderpsychotherapeutin, die auch Erwachsene behandelt) plant Frau Zucker, so vielen Kindern wie möglich die Energie abzusaugen. Frau Dr. Giftig ist in Wahrheit selbst nur ein zehn Jahre altes, jedoch hochbegabtes Kind, das – weil man sie früher nicht mitspielen ließ – alle Kinder bestrafen will und daher diese Apparatur entwickelt hat. Durch Kleidung und Habitus fällt dies den anderen jedoch nicht auf. Ihre Gehilfin Frau Zucker verführt die Kinder mit Spielen, allen Freiheiten, die man sich wünschen kann, und lockt sie mit ihrem berühmten Apfelstrudel mit Vanillesoße in ihre Wohnung – in letzterer ist jedoch gelegentlich ein Sedativum, was den Nachbarskindern Tinchen Rossi und Hansi Marotzke zum Verhängnis zu werden scheint.
Früher oder später wird so ziemlich jeder im Stück durch kleine Pillen, die ganz süß schmecken, sediert (die Kinder) oder in einen Zustand der Glückseligkeit (vielmehr noch Gleichgültigkeit) versetzt (die Erwachsenen). Hierfür sorgt das Team Giftig&Zucker, und unterstützt werden sie vom Vertreter Herrn Braasch, der für alle Kinder immer solch eine süße Pille in seinem Aktenkoffer parat hat. Aber auch Herr Braasch selbst muss regelmäßig mit diesen Pillen versorgt werden, da er selbst von den beiden durch die Apparatur seiner Kindheit beraubt wurde und ansonsten in einen infantilen Zustand verfällt. Eine Sache kann die Maschine nämlich nicht wirklich: Die geistige Reife eines Erwachsenen schaffen.
Enttarnt werden die Missetäter von Meg, einem sehr fantasievollen, jedoch auch überaus empathischen und verantwortungsbewussten Mädchen, das mit ihren Eltern gerade in das Haus gezogen ist. Sie ist die Heldin des Stückes. Megs Eltern (Tessa und Stefan) glauben allerdings, dass ihre Tochter lügt oder gar geisteskrank ist, und ihr wird bezüglich ihrer Spekulationen was dort in der Nachbarwohnung vorgeht, kein Glauben geschenkt. Besonders Megs Mutter, von Beruf Controllerin, ist sehr analytisch und kann die Geschichten ihrer Tochter so gar nicht verstehen. Ziemlich gefühlskalt verspürt sie nur selten Spannung in ihrem Leben – zum Beispiel dann, wenn sie sich in einem Anfall von Leidenschaft dem Babysitter Pauli hingibt. Dieser jedoch, ein milchgesichtiger Halbstarker, glaubt an alles was mit Verschwörungstheorien zu tun hat und daher auch an Megs absurd wirkende Behauptungen.
Die angestrebte Weltherrschaft von Frau Zucker wird durch Megs Hartnäckigkeit letztendlich verhindert, und das moderne Märchen, welches vom Autor als „sehr frei nach den Gebrüdern Grimm“ beschriebene wird, endet wie man es von einem Märchen erwartet: Der Zuschauer erlebt die letztendliche Weltversöhnung durch die Herstellung der Urzustände der Normalität, wo Kinder Kinder sein dürfen und einstweilen apathische Erwachsene wieder die Verantwortung für ihre Kinder übernehmen. Die Bösen sind dank der zur Vollstreckungsmaschine umfunktionierten Dusche bestraft und die Opfer rehabilitiert. Die Apparatur, die in der Dusche steckt, kann nämlich nicht nur Kinder elektrisieren – die Maschine funktioniert auch umgekehrt als Jungbrunnen, was dann jedoch Energie verbraucht und nicht erzeugt. So ist das Stück nicht nur ein tragisch-komisches Musical, sondern auch ein Märchen.

## Uraufführung
Frau Zucker will die Weltherrschaft wurde speziell für Absolventen der Universität der Künste Berlin geschrieben, an der Autor und Regisseur Peter Lund als Professor tätig ist. Das Musical, welches der Autor des Stückes selbst als Familiengrusical beschreibt hatte seine Uraufführung am 13. Oktober 2011 in der Neuköllner Oper, Berlin. Zwischen der UdK und der Neuköllner Oper besteht schon seit langem eine erfolgreiche Kooperation.

## Text und Musik
- Text: Peter Lund
- Musik: Wolfgang Böhmer

## Besetzung
- Musikalische Leitung: Hans-Peter Kirchberg / Tobias Bartholmeß
- Choreographie: Neva Howard
- Regie: Peter Lund
- Ausstattung: Daria Kornysheva
- Videoanimation: René von der Waar

## Ensemble der ersten Spielzeit
13. Oktober bis 31. Dezember 2011
- Nadine Aßmann (Frau Dr. Giftig)
- Maria-Danaé Bansen (Tinchen/Christina Rossi)
- Angela Bittel (Frau Hiltrud Zucker)
- Walesca Frank (Meg)
- André Haedicke (Hansi Marotzke)
- Nikolas Heiber (Megs Vater Stefan)
- Valerija Laubach (Megs Mutter Tessa)
- Rupert Markthaler (Vertreter Herr Kevin Braasch)
- Christina Patten (Tinchen/Christina Rossi)
- Andrea Sanchez del Solar (Frau Rossi)
- Nicky Wuchinger (Pauli, der Babysitter)

## Liste der Lieder(Auswahl)
- Kinder haben zu viel Energie
- Kümmer dich selbst
- Zuckerwalzer
- Kinderhass-Duett
- Wer ist schuld
- Ein Spion
- Pillenwalzer/Terzett
- Nicht böse
- Die Verwandlung
- Wer ist schuld (Reprise)
- Pillenquartett
- Alles was Angst macht
- Für Alle das Beste
- Kinderhass
- Spannung
- Finale

## Pressestimmen
- „Herrlich affektiert und naiv-plump“ ..."...ein witziges und kurzweiliges Stück [...] mit allerlei amüsanten Regieeinfällen und bisweilen urkomischen Dialogen." (Friederike Schröter, "Musical: Sagen Sie doch Hiltrud zu mir!", Berliner Zeitung vom 14. Oktober 2011)

- "Sagenhaft sind das Niveau des Jahrgangs, Lunds Kunst, jedem im zehnköpfigen Cast einen (immer genutzten) intensiven Moment zur Selbstdarstellung zu geben (…) Mit der frechen selbstbewussten Meg kreiert die umwerfend präsente Walesca Frank erneut den echt Lund’schen Typus der frechen unbeeindruckten Mädchen-Heldin, während Angela Bittel als Frau Zucker, Nadine Aßmann als ihre bösartige Auftraggeberin Dr. Giftig und Rupert Markthaler in der Rolle eines glatt grinsenden Aufziehmännchen-Vertreters für schrillen Slapstick sorgen." (Carsten Niemann, "Die wilde Frau Zucker von Neukölln", Tagesspiegel – 14. Oktober 2011)

- "Mal ehrlich: Wer kann noch das Getue Rigolettos um seine Gilda ertragen? So etwas braucht niemand. Was wir brauchen, sind Opern für Kinderhasser. (...) Toll!" ("Die wilde Frau Zucker von Neukölln", Berliner Morgenpost – 15. Oktober 2011)

- "Hier sitzt jeder Ton, stimmt jede Mehrstimmigkeit, ist jeder Tanz synchron." ... "eine leicht bekömmliche, fröhliche Show, bei der auch ruhige Klänge nicht ausbleiben."  (Julia Hoffmann, Musicalmagazin, 16. Oktober 2011)

- "Die ungestüme Spielfreude und enorme Energie der jungen Darsteller allein sind schon ein visuelles Erlebnis. Mehrheitlich noch Teilnehmer des Studiengangs Musical/Show an der UdK Berlin zeigen sie in einer bis ins kleinste Detail abgestimmten Choreographie (Neva Howard) eine nahezu perfekte Leistung. In schauspielerischer und tänzerischer Hinsicht sind die Charaktere bis in die kleinsten Gesten ausgefeilt." (Opernhaus Blog, 18. Oktober 2011)